# Bystré (ort i Tjeckien, Pardubice)
Bystré är en stad i Tjeckien.   Den ligger i distriktet Okres Svitavy och regionen Pardubice, i den östra delen av landet, 150 km öster om huvudstaden Prag. Bystré ligger 619 meter över havet och antalet invånare är 1 681.
Terrängen runt Bystré är kuperad söderut, men norrut är den platt. Runt Bystré är det ganska glesbefolkat, med 42 invånare per kvadratkilometer. Närmaste större samhälle är Polička, 11,2 km nordväst om Bystré. I omgivningarna runt Bystré växer i huvudsak blandskog.